# Brennan Johnson
Brennan Price Johnson (* 23. Mai 2001 in Nottingham) ist ein englisch-walisischer Fußballspieler, der beim Erstligisten Tottenham Hotspur unter Vertrag steht. Der Flügelspieler ist seit November 2020 walisischer Nationalspieler.

## Karriere

### Verein
Der in Nottingham geborene Brennan Johnson wechselte mit acht Jahren in die Jugendakademie von Nottingham Forest. Am 3. August 2019 (1. Spieltag) bestritt er bei der 1:2-Heimniederlage gegen West Bromwich Albion sein Debüt in der zweithöchsten englischen Spielklasse, als er in der 88. Spielminute für Alfa Semedo eingewechselt wurde. Am 23. September 2019 unterzeichnete der Flügelspieler einen langfristigen Vertrag bei den Reds und in den nächsten Monaten stand er einige Male im Spieltagskader, kam aber nur im Ligapokal regelmäßig zum Einsatz. In der Saison 2019/20 absolvierte er vier Ligaspiele und vier Pokalpartien.
Am 25. September 2020 wechselte Johnson auf Leihbasis für die gesamte Spielzeit 2020/21 zu Lincoln City. Sein erstes Spiel bestritt er zwei Tage später (3. Spieltag) beim 2:0-Heimsieg gegen Charlton Athletic, bei dem er in der 70. Spielminute für Conor McGrandles eingetauscht wurde. Am 20. Oktober (7. Spieltag) machte er beim 2:0-Heimsieg gegen Plymouth Argyle sein erstes Saisontor. In der nächsten Zeit etablierte er sich als Stammspieler im Trikot der Imps. Beim 4:0-Auswärtssieg gegen Northampton Town am 19. Dezember (19. Spieltag) gelangen ihm ein Doppelpack und eine Vorlage. Selbiges schaffte er eine Woche später (20. Spieltag) beim 5:1-Heimsieg gegen Burton Albion. Am 13. April 2021 (39. Spieltag) erzielte er beim 4:0-Heimsieg gegen Milton Keynes Dons zwischen der 48. und 59. Spielminute drei Treffer und markierte damit den ersten Hattrick seiner professionellen Laufbahn. Mit 10 Toren und 12 Vorlagen, die er in 40 Ligaspielen sammeln konnte, trug er zum hervorragenden Abschneiden Lincoln Citys in dieser Saison bei. Mit dem fünften Tabellenplatz qualifizierten sich die Imps für die Aufstiegs-Play-offs. Beim 2:0-Heimsieg im Halbfinalhinspiel gegen den AFC Sunderland erzielte Johnson einen Treffer. Trotz einer 1:2-Niederlage im Rückspiel schaffte Lincoln aufgrund des besseren Torverhältnisses (3:2) den Einzug in das Endspiel um den Aufstieg. Dieses ging jedoch mit 1:2 gegen den FC Blackpool verloren.
Nach seiner Rückkehr zu Forest entwickelte sich Johnson schnell zu einem Schlüsselspieler seiner Mannschaft. Mit 16 Ligatreffern wurde er teamintern bester Torschütze und zählte zudem zu den zehn besten Torschützen der Liga. Für seine ausgezeichneten Leistungen in der Endphase der Saison wurde er zum Spieler des Monats April 2022 der zweiten Liga gewählt. Nottingham beendete die EFL Championship 2021/22 als Tabellenvierter und zog damit in die Aufstiegs-Play-offs ein. Dort bezwang der Verein um den in beiden Spielen treffenden Brennan Johnson in zwei Partien Sheffield United und zog damit zum ersten Mal nach 30 Jahren wieder in ein Finale in Wembley ein. Im Finale besiegte Johnson mit seinem Team Huddersfield Town vor 80.019 Zuschauern mit 1:0 und sicherte sich damit den Aufstieg in die Premier League. In der Premier League 2022/23 wurde er mit acht Treffern zweitbester Torschütze seiner Mannschaft und sicherte sich mit Forest den Klassenerhalt.
Am 1. September 2023 wechselte der 22-Jährige innerhalb der ersten englischen Liga zu den Tottenham Hotspur und unterzeichnete dort einen bis 2029 gültigen Vertrag.

### Nationalmannschaft
Aufgrund seiner Herkunft war Brennan Johnson sowohl für England, Jamaika als auch für Wales spielberechtigt.
Zwischen Oktober 2016 und April 2017 spielte er vier Mal für die englische U16-Nationalmannschaft. Im August 2017 lief er in einem Spiel der U17 auf, in dem er seine Mannschaft als Kapitän auf dem Platz führte.
Anschließend wurde er ein Jahr nicht mehr für eine Juniorenauswahl der Three Lions nominiert und im Jahr 2018 vollzog er den Wechsel zum walisischen Fußballverband. Im September 2018 debütierte er für die U19 und bis März 2019 kam er in acht Länderspieleinsätzen auf zwei Treffer. Im September 2019 spielte er erstmals für die U21.
Am 12. November 2020 bestritt er in einem freundschaftlichen Länderspiel gegen die Vereinigten Staaten sein Debüt in der A-Nationalmannschaft. Im Winter 2022 wurde Johnson in den walisischen Kader für die Fußball-Weltmeisterschaft 2022 berufen und in allen drei Vorrundenspielen der WM eingewechselt. Mit nur einem Punkt schied Wales jedoch als Gruppenletzter bereits in der Gruppenphase aus.

## Erfolge
- Europa-League-Sieger: 2025

## Persönliches
Brennan Johnson ist der Sohn des ehemaligen jamaikanischen Nationalspielers David Johnson und einer Waliserin. Sein Vater spielte in seiner Karriere ebenfalls bei Nottingham Forest.